# Welf Bronger
Welf Bronger (* 2. Juli 1932 in Hamburg; † 3. Juni 2012) war ein deutscher Chemiker und Professor für Anorganische Chemie an der RWTH Aachen.

## Leben
Bronger studierte Chemie zunächst an der Universität Innsbruck und später an der Universität Münster, wo er im Jahr 1961 im Arbeitskreis von Wilhelm Klemm über Platinlegierungen mit unedlen Metallen promoviert wurde. Das Thema hatte eine potenzielle Anwendung im BMA-Verfahren der Degussa AG, in deren Forschungsbereich er nach dem Studium wechselte. Nach einer kurzen Tätigkeit in der Industrie ging er zurück an die Universität Münster, wo er sich 1966 habilitierte. Er nahm im Jahr 1969 einen Ruf auf den Lehrstuhl für Anorganische und Analytische Chemie an der RWTH Aachen an. Von 1978 bis 1979 war er Dekan der naturwissenschaftlichen Fakultät. Im Jahr 1997 wurde er dort emeritiert. Er war Mitherausgeber der Zeitschrift für anorganische und allgemeine Chemie. Nach seiner Emeritierung arbeitete er in beratender Funktion für das Max-Planck-Institut für Chemische Physik fester Stoffe in Dresden.

## Forschung
Schwerpunkte seiner Forschungstätigkeit waren die Synthese und Strukturaufklärung Intermetallische Phasen durch Umsetzung von Oxiden unedler Metalle mit Wasserstoff in Gegenwart edler Metalle. Die Untersuchung und Darstellung ternärer Sulfide, Selenide und Telluride der Haupt- und Nebengruppenmetalle der allgemeinen Zusammensetzung AxMyXz (A = Alkalimetall, M = Übergangsmetall und X = S, Se oder Te) war ein weiterer Schwerpunkt seiner Forschung. Durch Umsetzung von Alkalimetallhydriden mit Übergangsmetallen in einer Hochdruck-Wasserstoffatmosphäre von bis zu 5500 bar gelangte er zu Metallhydriden der allgemeinen Formel AxMyHz wie zum Beispiel in A2PtH6, Na2PdH4 und A3ReH10. Neben röntgenographischen Untersuchungsmethoden nutzte er Neutronenbeugungsexperimente zur Bestimmung der Lage der Wasserstoffatome der deuterierten Verbindungen.
Er entdeckte low-spin-Eisen(III) in sulfidischen tetrahedralen Ketten und tetravalentes Platinhydrid. Die GDCh zeichnete seine Forschungen über ternäre Metallhydride im Jahr 1999 mit dem Wilhelm-Klemm-Preis aus.